# Partido judicial de Herrera del Duque
El Partido judicial de Herrera del Duque es el partido judicial n.º 9 de la provincia de Badajoz y uno de los catorce partidos judiciales tradicionales de la provincia de Badajoz en la comunidad autónoma  de Extremadura (España). Constituido a principios del siglo XIX con trece municipios, a principios del siglo XXI cuenta con diecisiete.

## Geografía
Se encuentra situado en la comarcas extremeñas de La Siberia y Cijara, en el extremo nordeste de la provincia.

## Territorio
Los diecisiete municipios que lo componen a principios del siglo XXI son los siguientes:
- Baterno
- Casas de Don Pedro
- Castilblanco
- Esparragosa de Lares
- Fuenlabrada de los Montes
- Garbayuela
- Garlitos
- Helechosa de los Montes
- Herrera del Duque
- Puebla de Alcocer
- Risco
- Sancti-Spíritus
- Siruela
- Talarrubias
- Tamurejo
- Valdecaballeros
- Villarta de los Montes

## Sede judicial
El municipio más grande es Herrera del Duque, por lo que se ha constituido como cabeza de partido judicial. En él se encuentran los Juzgados de Primera Instancia e Instrucción; al frente del resto de municipios del partido judicial se encuentran los Juzgados de Paz.

## Historia
Existen como antecedente los Estados de Belalcázar y Siruela pertenecientes a la Provincia de Trujillo en el año de 1594.
Los 13 municipios que lo componían a principios del siglo XIX contaban co 4.154 hogares y 15.115 habitantes
 son los siguientes:
- Bohonal de la Helechosa
- Casas de Don Pedro
- Castilblanco
- Fuenlabrada de los Montes
- Garbayuela
- Helechosa
- Herrera del Duque
- Peloche (Herrera)
- Siruela
- Talarrubias
- Tamurejo
- Valdecaballeros
- Villarta de los Montes